# Bayerische Staatsmedaille für soziale Verdienste
Die Bayerische Staatsmedaille für soziale Verdienste wird seit 1970 verliehen. Sie wird an Personen verliehen, die sich in sozialen Bereichen in besonderem Maße für den Freistaat Bayern und seine Bürger verdient gemacht haben. Die Auszeichnung wurde von dem damaligen bayrischen Staatsminister für Arbeit und Soziale Fürsorge Fritz Pirkl gestiftet. Seither wird sie alljährlich an ca. 20 Personen verliehen.
Auf der Vorderseite befindet sich der Schriftzug Bayerische Staatsmedaille Für Soziale Verdienste, auf der Rückseite das Bayerische Staatswappen mit dem Schriftzug Bayerisches Staatsministerium für Familie, Arbeit und Soziales.
Von 1970 bis einschließlich 2018 wurden mit der auch Sozialmedaille genannten Auszeichnung bisher insgesamt 1039 Persönlichkeiten geehrt.
Anregungen für eine Auszeichnung mit der Bayerischen Staatsmedaille für soziale Verdienste können formlos von jedem Bürger beim Bayerischen Staatsministerium für Arbeit und Sozialordnung, Familie und Frauen, bei den Regierungen, Landratsämtern oder Gemeinden eingereicht werden.
Die Staatsmedaille für soziale Verdienste ist kein Orden oder Ehrenzeichen im Sinne des Art. 118 Abs. 5 der Verfassung des Freistaates Bayern und ist nicht zum Tragen in der Öffentlichkeit bestimmt.